# 愛宕神社 (上尾市原市)
愛宕神社（あたごじんじゃ）は、埼玉県上尾市の神社。

## 歴史
1598年（慶長3年）に創建された。近くの宝蔵寺が別当寺であった。かつては当社のすぐそばに宝蔵寺の末寺の「観音寺」があった。観音寺は明治初期の神仏分離により、宝蔵寺に統合された。
1873年（明治6年）、近代社格制度に基づく「村社」に列せられた。
かつては、当社一帯は水田が広がっており、別当寺の宝蔵寺からも当社を眺めることができた。しかし現在は東北新幹線の高架橋と緑地が遮っており、直接見ることはできない。

## 交通アクセス
- 沼南駅より徒歩8分。